# Mutter (album)
Pour les articles homonymes, voir Mutter.
Albums de Rammstein
Sehnsucht
(1997) Reise, Reise
(2004)
Singles
1. Sonne
Sortie : 12 février 2001
2. Links 2 3 4
Sortie : 14 mai 2001
3. Ich will
Sortie : 10 septembre 2001
4. Mutter
Sortie : 25 mars 2002
5. Feuer frei!
Sortie : 13 novembre 2002
6. Mein Herz brennt
Sortie : 7 décembre 2012

Mutter (mot allemand signifiant Mère) est le troisième album studio du groupe de Neue Deutsche Härte, Rammstein. Il est sorti le 2 avril 2001 sur le label Motor Music Records et fut produit par le producteur suédois Jacob Hellner.

## Historique
Le groupe loue entre septembre et décembre 1999 la villa Weimar à Heiligendamm, au bord de la mer Baltique, pour travailler sur la préproduction de son troisième album studio. Le 1er mai 2000, le groupe se rend dans le sud de la France pour l'enregistrement de l'album. Les sessions se déroulèrent au Studio Miraval dans le Château de Miraval à Correns et dureront jusqu'en juin. Des enregistrements additionnels furent effectués à Mol en Belgique dans les studios Galaxy et à Berlin en Allemagne dans les studios Nucleus et le reste de l'année 2000 fut consacrée au mixage de l'album.
Le début de l'année 2001 fut consacrée au tournage de la vidéo de single Sonne, à une mini tournée en Australie et en Nouvelle-Zélande puis une mini-tournée au Japon. Le 9 février sort le single Sonne et le 2 avril sort l'album qui se classa immédiatement à la première place des charts allemands, autrichiens et suisses. Les singles Links 2 3 4 (14 mai 2001), Ich will (10 septembre 2001), Mutter (25 mars 2002), Feuer frei! (13 novembre 2002) sortiront pendant que le groupe tournera intensivement en Europe, en Amérique du Nord et participera à de nombreux festivals dont les Eurockéennes de Belfort le 7 juillet 2002 et le Pinkpop Festival, le 13 juin 2002.
Le 9 janvier 2002, le groupe se rend à Prague pour tourner uns scène du film XXX de Rob Cohen dans laquelle il interprète le titre Feuer Frei.
La chanson Mein Herz brennt sortira en single le 7 décembre 2012 dans une version épurée avec seulement un piano accompagnant le chant de Till Lindemann.
L'album se classa très bien dans les différents charts européens (voir charts & certifications), notamment en France où il atteindra la 23e place. Il fera une belle percée au Canada avec une 14e place et se classa à la 77e place du Billboard 200 américain.

## Composition
L’album comprend notamment le titre Links 2 3 4, qui vise à clarifier les polémiques autour de leurs penchants politiques, en affirmant leur position à gauche (links, en allemand).
Parmi les autres morceaux notables, Rein Raus, qui aborde crûment le thème de la sexualité.

## Liste des pistes
- Tous les titres sont signés par le groupe

| No  | Titre            | Durée |
| --- | ---------------- | ----- |
| 1.  | Mein Herz brennt | 4:39  |
| 2.  | Links 2 3 4      | 3:36  |
| 3.  | Sonne            | 4:32  |
| 4.  | Ich will         | 3:37  |
| 5.  | Feuer frei!      | 3:08  |
| 6.  | Mutter           | 4:28  |
| 7.  | Spieluhr         | 4:46  |
| 8.  | Zwitter          | 4:17  |
| 9.  | Rein Raus        | 3:09  |
| 10. | Adios            | 3:48  |
| 11. | Nebel            | 4:54  |

## Musiciens
Rammstein
- Till Lindemann - chant
- Richard Zven Kruspe - guitare, chœurs
- Paul Landers - guitare, chœurs
- Oliver Riedel - basse
- Christian Lorenz - clavier, synthétiseur, sampleur
- Christoph Schneider - batterie

Musiciens additionnels
- Christiane "Bobo" Hebold : voix féminine sur Nebel
- Khira Li Lindemann: voix d'enfant sur Spieluhr
- Deutsche Filmorchester Babelseberg conduit par Günter Joseck: parties orchestrales
- Olsen Involtini: arrangements des cordes sur Mutter, Nebel, Mein Hertz Brennt

## Charts et certifications

### Album
Charts
| Pays             | Durée du classement | Meilleur classement | Date          |
| ---------------- | ------------------- | ------------------- | ------------- |
| Allemagne        | 101 semaines        | 1er                 | 16 avril 2001 |
| Australie        | 9 semaines          | 10e                 | 15 avril 2001 |
| Autriche         | 54 semaines         | 1er                 | 15 avril 2001 |
| Belgique (W)     | 20 semaines         | 45e                 | 14 avril 2001 |
| Belgique (V)     | 198 semaines        | 7e                  | 5 mai 2001    |
| Canada           | 1 semaine           | 14e                 | 21 avril 2001 |
| Danemark         | 1 semaine           | 22e                 | 13 avril 2001 |
| États-Unis       | 6 semaines          | 77e                 | 21 avril 2001 |
| Finlande         | 46 semaines         | 7e                  | 2 avril 2001  |
| France           | 12 semaines         | 23e                 | 7 avril 2001  |
| Norvège          | 9 semaines          | 12e                 | 9 avril 2001  |
| Nouvelle-Zélande | 3 semaines          | 12e                 | 22 avril 2001 |
| Pays-Bas         | 72 semaines         | 4e                  | 14 avril 2001 |
| Royaume-Uni      | 2 semaines          | 86e                 | 28 avril 2001 |
| Suède            | 14 semaines         | 2e                  | 12 avril 2001 |
| Suisse           | 54 semaines         | 1er                 | 15 avril 2001 |

Certifications
| Pays        | Certification | Ventes    | Date             |
| ----------- | ------------- | --------- | ---------------- |
| Allemagne   | 2 × Platine   | 600 000 + | 2004             |
| Autriche    | Or            | 20 000 +  | 2 avril 2001     |
| Belgique    | Or            | 10 000 +  | 14 janvier 2002  |
| Finlande    | Or            | 15 000 +  | 2001             |
| Pays-Bas    | Or            | 40 000 +  | 2001             |
| Royaume-Uni | Or            | 100 000 + | 22 juillet 2013  |
| Suède       | Or            | 30 000 +  | 11 novembre 2004 |
| Suisse      | 2 × Platine   | 80 000 +  | 2004             |

### Singles
Sonne
| Chart                   | Durée du classement | Position | Date            |
| ----------------------- | ------------------- | -------- | --------------- |
| Single Top 100          | 12 semaines         | 2e       | 12 mars 2001    |
| Ö3 Austria Top 40       | 14 semaines         | 5e       | 25 mars 2001    |
| (V) Ultratop            | 4 semaines          | 44e      | 9 juin 2001     |
| Promusicae              | 5 semaines          | 6e       | 3 mars 2001     |
| Suomen virallinen lista | 9 semaines          | 9e       | 12 février 2001 |
| Mega Top 50             | 11 semaines         | 24e      | 21 avril 2001   |
| Sverigetopplistan       | 14 semaines         | 42e      | 12 avril 2001   |
| Schweizer Hitparade     | 11 semaines         | 18e      | 25 mars 2001    |

Links 2 3 4
| Chart                   | Durée du classement | Position | Date            |
| ----------------------- | ------------------- | -------- | --------------- |
| Single Top 100          | 9 semaines          | 26e      | 28 mai 2001     |
| Ö3 Austria Top 40       | 6 semaines          | 33e      | 3 juin 2001     |
| Suomen virallinen lista | 2 semaines          | 15e      | 21 mai 2001     |
| Mega Top 50             | 4 semaines          | 60e      | 28 juillet 2001 |
| Schweizer Hitparade     | 3 semaines          | 65e      | 3 juin 2001     |

Ich will
| Chart                   | Durée du classement | Position | Date              |
| ----------------------- | ------------------- | -------- | ----------------- |
| Single Top 100          | 9 semaines          | 29e      | 24 septembre 2001 |
| Ö3 Austria Top 40       | 3 semaines          | 59e      | 23 septembre 2001 |
| Promusicae              | 1 semaine           | 19e      | 6 octobre 2001    |
| Suomen virallinen lista | 2 semaines          | 19e      | 17 septembre 2001 |
| Mega Top 50             | 8 semaines          | 52e      | 5 janvier 2002    |
| UK Singles Chart        | 2 semaines          | 30e      | 17 mai 2002       |

Mutter
| Chart                   | Durée du classement | Position | Date           |
| ----------------------- | ------------------- | -------- | -------------- |
| Single Top 100          | 4 semaines          | 47e      | 8 avril 2002   |
| Suomen virallinen lista | 5 semaines          | 7e       | 1er avril 2002 |
| Mega Top 50             | 4 semaines          | 69e      | 11 mai 2002    |

Feuer frei!
| Chart             | Durée du classement | Position | Date             |
| ----------------- | ------------------- | -------- | ---------------- |
| Single Top 100    | 9 semaines          | 33e      | 28 octobre 2002  |
| Ö3 Austria Top 40 | 8 semaines          | 28e      | 17 novembre 2002 |
| Mega Top 50       | 1 semaine           | 70e      | 9 novembre 2002  |
| UK Singles Chart  | 2 semaines          | 35e      | 17 novembre 2002 |